# 中嶋貞雄
中嶋 貞雄（なかじま さだお、1923年6月4日 - 2008年12月14日）は、日本の物理学者。

## 人物
静岡県生まれ。旧制沼津中学校卒。東京大学理学部物理学科卒。
名古屋大学教授を経て、東京大学物性研究所所長となる。退官後、東海大学教授、東京大学名誉教授。
彼の研究が超伝導のBCS理論に引用されるなど、超伝導、液体ヘリウムなど低温物理学の権威である。また線形応答理論でも貢献した。
1987年には、高温超伝導が発見された直後、京都でのLT18低温物理学国際会議の委員長を務めた。

### エピソード
1953年、名古屋大学の助教授であった中嶋は、京都で開催された国際理論物理学会の超伝導分科会で、超伝導理論を発表した（中嶋本人が講演をしたわけではない。くりこみ理論の応用に関するいくつかの成果が早川幸男によって報告された。そのうちの一つが中嶋のものであった）。のちにBCS理論を完成するジョン・バーディーンは、これを聞いて、中嶋に論文のコピーを求める。後日、中嶋は名古屋駅で、これを車中のバーディーンに手渡すことになる(中嶋の結果は「物性論研究」誌上に日本語で発表されたものだった。バーディーンの依頼に応じ、急遽英文の要約を作成した。しかし、それでは不十分ということで、もとの日本語で書かれた論文を手渡した。イリノイに帰ったバーディーンは、自分の研究室にいた日本人研究者（渋谷元一か？）にその英訳をしてもらった）。この論文はBCS理論論文に引用されている。

## 主な著作
- 日本物理学会誌：総説多数
- 『マクロ量子現象・超伝導と超流動』（講談社, 2000）
- 『超伝導・アモルファス材料』日本学術振興会, 1990
- 『超伝導』岩波書店, 1988
- 『固体物理学への招待 超伝導のGL理論』、固体物理, 39(3)(457), pp.133〜141 2004/3  アグネ技術センター
- 「物理学賞 マクロ波動関数と磁束量」--V.L. Ginzburg, A.A. Abrikosov (2003年度ノーベル賞受賞者の業績と人柄)」, 『科学』, 74(1)(857), pp.98〜101 2004/1  岩波書店
- 「超伝導発見の前後」『科学史研究』31(182), pp.109-114 1992 0623  日本科学史学会(岩波書店)
- 「J.Bardeen 教授の一周忌によせて」, 日本物理学会誌, 47(4)pp.315-316 (1992)
- 第17回低温物理学国際会議, 日本物理学会誌, 40(2), pp.148-152,(1985)
- 『物理学辞典』編集委員副委員長(1984)、培風館